# Sainte-Foy-de-Belvès
Sainte-Foy-de-Belvès là một xã, nằm ở tỉnh Dordogne vùng Aquitaine của Pháp. Xã này có diện tích km², dân số năm 2004 là người. Xã nằm ở khu vực có độ cao trung bình m trên mực nước biển.

## Hành chính
| Danh sách các xã trưởng                |             |                   |                  |          |
| Giai đoạn                              | Giai đoạn   | Tên               | Đảng             | Tư cách  |
| 1977                                   | đương nhiệm | Bernard Vergnolle | không chính thức | nông dân |
| Tất cả các dữ liệu trước đây không rõ. |             |                   |                  |          |

## Thông tin nhân khẩu
| Năm | 1962 | 1968 | 1975 | 1982 | 1990 | 1999 |
| --- | ---- | ---- | ---- | ---- | ---- | ---- |
| Dân số | 179  | 176  | 154  | 173  | 166  | 124  |
| From the year 1962 on: No double counting—residents of multiple communes (e.g. students and military personnel) are counted only once. |      |      |      |      |      |      |